# Hratschik Jawachjan
Hratschik Jawachjan (armen. Հրաչիկ Ջավախյան; * 6. Juli 1984 in Kirowakan, Armenische SSR, Sowjetunion) ist ein armenischer Boxer. Er gewann bei den Olympischen Spielen 2008 in Peking eine Bronzemedaille im Leichtgewicht.

## Werdegang
Von Hratschik Jawachjan ist außer seinem Geburtsdatum nur bekannt, dass er aus Armenien stammt und dort als Jugendlicher mit dem Boxen begann. Im Jahre 2005 griff er erstmals in das Boxgeschehen bei einer internationalen Meisterschaft ein, das war gleich bei der Weltmeisterschaft in Mianyang. Er verlor dort allerdings gleich seinen ersten Kampf gegen Ibrahim Kamal aus Kanada und schied damit aus. Gemeinsam mit allen Verlierern seiner Runde belegte er damit den 33. Platz.
Im Jahre 2006 startete er zunächst bei zwei großen europäischen Boxturnieren, dem 50. Bocskai-Memorial in Budapest und dem Feliks-Stamm-Memorial in Warschau. Er sammelte bei diesen Turnieren wertvolle internationale Erfahrungen. Der erste Erfolg zeigte sich dann schon bei der Europameisterschaft dieses Jahres in Plowdiw. Er besiegte dort u. a. den starken Polen Krzysztof Szot und Wasgen Safarjanz aus Belarus nach Punkten und stand damit im Finale dem Russen Alexei Tischtschenko gegenüber. Tischtschenko behielt in diesem Finale klar die Oberhand. Für Hratschik Jawachjan war der Gewinn der EM-Silbermedaille aber ein großer Erfolg.
Im Jahre 2007 kämpfte er in Issy-les-Moulineaux im Rahmen eines Länderkampfes Armenien gegen Frankreich gegen Alexis Vastine und unterlag diesem nach Punkten (26:39). Im Oktober dieses Jahres nahm er an der Weltmeisterschaft in Chicago teil. Er gewann dort drei Kämpfe und besiegte u. a. auch die große US-amerikanische Hoffnung Sadam Ali nach Punkten (20:16). Im Viertelfinale verlor er allerdings gegen Domenico Valentino aus Italien nach Punkten (12:27) und kam damit auf den 5. Platz. Mit diesem Platz hatte er sich auch das Startrecht für die Olympischen Spiele 2008 in Peking erkämpft.
2008 gewann Hratschik Jawachjan beim Feliks-Stamm-Memorial in Warschau die Konkurrenz im Halbweltergewicht. Im Finale besiegte er dabei Ewgeni Romaschkewitsch aus Belarus nach Punkten. Gut vorbereitet ging er dann in das Boxturnier bei den Olympischen Spielen in Peking. Er siegte dort über Rasheed Lawal aus Nigeria nach Punkten (12:0) und kam zu einem kampflosen Sieg über den Südkoreaner Baik Jong-sub. Im Halbfinale traf er wieder auf Alexei Tischtschenko, dem er wieder nach Punkten unterlag (5:10). Mit dem Erreichen des Halbfinales hatte er aber bereits eine olympische Bronzemedaille gewonnen.
Bei der Weltmeisterschaft 2009 in Mailand gewann Hratschik Jawachjan zunächst über Simeon Bunardschijew, Bulgarien klar nach Punkten (11:1), musste aber im Achtelfinale eine überraschende Punktniederlage gegen Éverton Lopes aus Brasilien hinnehmen (3:10) und schied dadurch aus. In der Endabrechnung belegte er zusammen mit allen Verlierern seiner Runde den 17. Platz.
Bei der Europameisterschaft 2010 in Moskau schlug Hratschik Jawachjan Alex Vasiljew, Finnland (11:2), Georgiu Popescu, Rumänien (9:3), David Müller, Deutschland (5:3), Oleksandr Kljutschko, Ukraine (5:1) und Gyula Káté, Ungarn (3:2) nach Punkten und wurde damit Europameister. Dabei musste er besonders in den Kämpfen gegen David Müller und Gyula Kate sein ganzes Können zeigen, um diese Kämpfe knapp zu gewinnen.
2011 schied Jawachjan bei den Europameisterschaften bereits im Viertelfinale gegen Tom Stalker, England (13:10), aus. Auch die Weltmeisterschaften im selben Jahr endeten für ihn schon in der Vorrunde.

## Internationale Erfolge
| Jahr | Platz  | Wettbewerb                        | Gewichtsklasse | Ergebnis |
| 2005 | 33.    | WM in Mianyang                    | Leicht         | nach einer Punktniederlage gegen Ibrahim Kamal, Kanada |
| 2006 | 3.     | 50. Bocskai-Memorial in Budapest  | Halbwelter     | mit Siegen über Martin Nemecek, Tschechien (27:11) und Tamas Pekanow, Ungarn (40:18) und einer Abbruch-Niederlage in der 4. Runde gegen Gyula Káté, Ungarn                                          |
| 2006 | 5.     | Feliks-Stamm-Memorial in Warschau | Halbwelter     | mit einem Abbruchsieg in der 2. Runde über Sergei Volodins, Lettland u. einer Punktniederlage gegen Balasz Bacskai, Ungarn (10:27)                                                                  |
| 2006 | 2.     | EM in Plowdiw                     | Leicht         | mit Siegen über Ovidiu Bobîrnat, Zypern (34:17), Krzysztof Szot, Polen (20:10) u. Wasgen Safarjanz, Belarus (25:16) u. einer Punktniederlage im Finale gegen Alexei Tischtschenko, Russland (15:39) |
| 2007 | 9.     | Minsk-Tournament                  | Halbwelter     | nach einer Punktniederlage gegen Sergei Ewstafew, Belarus |
| 2007 | 5.     | WM in Chicago                     | Leicht         | mit Punktsiegen über Aivars Romanovskis, Lettland (17:14), Sadam Ali, USA (20:16) u. Genebert Basadre, Philippinen (17:6) u. einer Punktniederlage gegen Domenico Valentino, Italien (12:27)        |
| 2008 | 1.     | Feliks-Stamm-Memorial in Warschau | Halbwelter     | mit Punktsiegen über Artem Ayvazidi, Ukraine (21:6), Hamza Kramou, Algerien (23:14) und Ewgeni Romaschkewitsch, Belarus (24:11)                                                                     |
| 2008 | Bronze | OS in Peking                      | Leicht         | mit einem Punktsieg über Rasheed Lawal, Nigeria (12:0), einem kampflosen Sieg über Baik Jong-sub, Südkorea u. einer Punktniederlage gegen Alexei Tischtschenko (5:10)                               |
| 2009 | 17.    | WM in Mailand                     | Leicht         | nach einem Punktsieg über Simeon Bunardschijew, Bulgarien (11:1) und einer Punktniederlage gegen Éverton Lopes, Brasilien (3:10)                                                                    |
| 2010 | 1.     | EM in Moskau                      | Halbwelter     | mit Punktsiegen über Alex Vasiljew, Finnland (11:2), Georgiu Popescu, Rumänien (9:3), David Müller, Deutschland (5:3), Oleksandr Kljutschko, Ukraine (5:1) und Gyula Káté, Ungarn (3:2)             |

## Erläuterungen
- OS = Olympische Spiele, WM = Weltmeisterschaft, EM = Europameisterschaft,
- Leichtgewicht, bis 60 kg, Halbweltergewicht, bis 64 kg Körpergewicht